# عادية

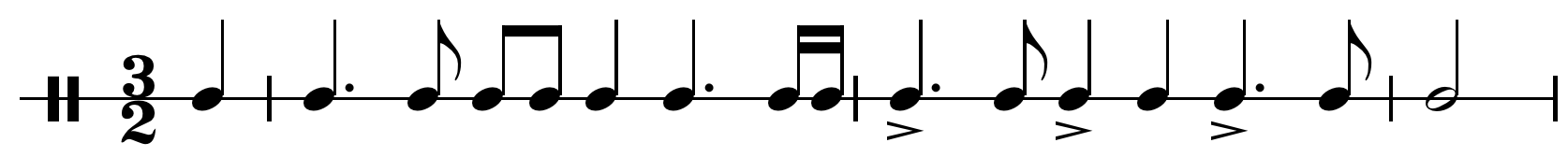
إيقاع العادِيَة

العادِيَة اسم أعطي لعائلة رقصات ثلاثية الوزن من أواخر عصر النهضة وعصر الباروكية. تُقرن في المتتابعة الباروكية العادِيَةُ الإيطالية أو الفرنسية برقصة ألمانية سابقة ما يجعلها الحركة الثانية للمتتابعة أو الثالثة إن كان ثمة مقدمة.